# Corophiidira
Corophiidira es un parvorden de pequeños crustáceos anfípodos marinos.

## Clasificación
Se reconocen seis familias agrupadas en cuatro superfamilias:
- Superfamilia Aoroidea  Stebbing, 1899
  - Familia Aoridae  Stebbing, 1899
  - Familia Unciolidae  Myers & Lowry, 2003
- Superfamilia Cheluroidea  Allman, 1847
  - Familia Cheluridae  Allman, 1847
- Superfamilia Chevalioidea  Myers & Lowry, 2003
  - Familia Chevaliidae  Myers & Lowry, 2003
- Superfamilia Corophioidea  Leach, 1814
  - Familia Ampithoidae  Stebbing, 1899
  - Familia Corophiidae  Leach, 1814